# 天草広域連合
天草広域連合（あまくさこういきれんごう）は、熊本県の南部に位置する広域連合である。
天草市、上天草市の2市と天草郡の苓北町の1町（発足当初は、2市13町。）で構成され、1999年7月1日に発足した。

## 構成自治体
天草市・上天草市・天草郡苓北町

## 構成自治体（発足当初）
現在の天草市（本渡市・牛深市・有明町・御所浦町・倉岳町・栖本町・新和町・五和町・天草町・河浦町）、苓北町、現在の上天草市（大矢野町・松島町・姫戸町・龍ヶ岳町）

## 隣接している自治体
- 熊本県
  - 宇城市
- 長崎県
  - 南島原市
- 鹿児島県
  - 出水郡長島町

## 天草広域連合消防本部

### 概要
2001年7月1日に天草消防組合と統合、同組合の常備消防業務を引き継ぐ。
以下のデータは2024年4月現在
- 消防本部：天草市本渡町広瀬1687番地2（中央消防署と併設）
- 管内面積：878.38km2
- 職員数：212人（実数、平均年齢36.4歳）
- 消防署3カ所（中央・南・北）、分署10カ所
- 主力機械：53
  - 消防ポンプ自動車：6[注釈 1]
  - 可搬動力ポンプ積載車：1[注釈 2]
  - 水槽付きポンプ自動車：6（うち非常用1）
  - はしご付消防自動車：2[注釈 3]
  - 化学車：2[注釈 4]
  - 救助工作車：2[注釈 5]
  - 救急自動車：16（うち高規格15[注釈 6]、非常用2）
  - 水槽車：1
  - 指揮車：3
  - 資機材搬送車：2
  - 人員輸送車：1（支援車Ⅲ型準拠）
  - 査察・広報車：9
  - 拠点機能形成車（FDMA無償貸与）：1
  - 小型救助車（FDMA無償貸与）：1
  - その他：4
  - 消防救急艇：1（ごしょうらⅢ・御所浦分署配置）

### 消防署
| 消防署     | 住所                       | 分署 |
| ---------- | -------------------------- | --- |
| 中央消防署 | 天草市本渡町広瀬1687-2     | 有明：天草市有明町赤崎2030-8 御所浦：天草市御所浦町御所浦3526-12 倉岳：天草市倉岳町棚底850-1 新和：天草市新和町小宮地658 五和：天草市五和町二江4915-1 苓北：天草郡苓北町志岐1231 |
| 北消防署   | 上天草市大矢野町中11582-33 | 松島：上天草市松島町合津4276-540 東天草：上天草市龍ケ岳町高戸2095-1 |
| 南消防署   | 天草市久玉町1216-13        | 西天草：天草市天草町高浜南493-6 河浦：天草市河浦町白木河内238 |

## 沿革
※組織名及び、消防本部の2024年現在現存の署所は太字。

### 前史

#### 常備消防黎明期
- 1954年4月 本渡市消防本部が発足。
  - 8月 本渡市消防署が発足。中央消防署の前身にあたる。
- 1964年4月 牛深市消防本部が発足。現在の南消防署の前身にあたる。
- 1966年12月 本渡市消防本部・消防署庁舎完成。1971年の「本渡地区消防組合」成立以後中央消防署となり、幾度かの大改修を経て2014年まで使用された。
- 1970年3月 本渡市消防署瀬戸分駐所を開設する。

#### 消防組合の設置と統合

##### 本渡地区消防組合
- 1971年4月 本渡市周辺の1市3町（本渡市、天草郡有明町・天草郡新和町・天草郡五和町）を管轄する本渡地区消防組合が発足（車両18台・職員80人）。旧本渡市消防署を中央消防署とし、有明分署・新和分署・北天草分署（現:五和分署）開設。1署3分署1分駐所。
- 1972年4月 天草広域消防組合設立準備室が発足。
- 1973年2月 （本渡地区消防組合）化学消防車を中央消防署に配備する。

##### 天草消防組合
- 1973年
  - 4月 上述の1市3町を含む、当時の天草郡市2市13町（本渡市・牛深市・有明町・御所浦町・倉岳町・栖本町・新和町・五和町・天草町・河浦町・苓北町・大矢野町・松島町・姫戸町・龍ヶ岳町）による天草消防組合発足。現在の管轄区域となる。旧牛深市消防署を南消防署、瀬戸分駐所を瀬戸分署に改める（車両34台・職員定数146人）。
  - 5月 大矢野分署（現:北消防署）・河浦分署を開設。
  - 11月 東天草分署・松島分署を開設。
- 1974年
  - 4月 西天草分署開設。
  - 5月 瀬戸分署閉所。
  - 10月 消防艇『ごしょうら』進水、御所浦島に御所浦分駐所（現:御所浦分署）開設。
  - この頃から、有明分署において菊花鉢の配布が始まる。
  - 11月 はしご付消防ポンプ自動車を中央消防署に配備。
- 1979年11月 南消防署にはしご付消防自動車を配備。
- 1980年
  - 8月 消防艇「第2ごしょうら」進水。
  - 10月 苓北分署を開設する。これに伴い、「北天草分署」を五和分署に改める。
- 1981年
  - 3月 苓北分署庁舎竣工。
  - 同月 救急無線波を導入。
- 1985年12月 有明町、栖本町、新和町、五和町の119番受電を本部指令室に集約。
- 1989年
  - 1月1日 特別救助隊発隊。3月には救助工作車Ⅱ型を配備する。
- 1990年
  - 8月 潜水救助隊が発足。
  - 10月 消防署の組織見直し。同時に御所浦分駐所を御所浦分署に名称変更。
- 1992年
  - 3月 高規格救急車「かわせみ号」を中央消防署に、救急普及啓発広報車「いるか号」を消防本部に配備する[注釈 7]。
  - 6月 同組合初の救急救命士が誕生。
- 1993年
  - 5月 1市11町の119番を消防本部通信指令室に集約する。
  - 12月 中央消防署倉岳分遣所（現:倉岳分署）を開設する。
- 1995年11月 御所浦分署に救急車を配備する[注釈 8]。これを以て全署所に救急車が配備され、概ね2024年現在の現在の管轄体制が完成。
- 1996年11月 倉岳分遣所庁舎竣工。
- 1997年11月 五和分署新庁舎完成、現在地に移転。
- 1998年10月 携帯電話からの119番受付開始。
- 1999年 天消アポロキャップを作成。

### 天草広域連合の成立
- 1999年7月1日 天草広域連合が2市13町を以て発足。
- 2002年6月30日 天草広域連合との統合を控え、天草消防組合解散。

#### 広域連合・消防組合統合後（市町村合併を経て）
- 2002年7月1日 天草消防本部が天草広域連合に統合編入される（消防職員定数218名）。
- 2004年3月31日 大矢野町、松島町、姫戸町、龍ヶ岳町が合併、上天草市となる。構成自治体が3市9町となる。
- 2006年3月27日 本渡市、牛深市、有明町、御所浦町、倉岳町、栖本町、新和町、五和町、天草町、河浦町が合併して天草市となり、構成自治体が現行の2市1町となる。
- 2007年
  - 3月 消防救急艇「ごしょうらⅢ」進水、東天草分署新庁舎完成。
- 2009年
  - 4月 新和分署・五和分署が分遣所へ降格。
  - 11月 有明分署で36年に亘って行われてきた、菊花鉢の配布が終了。総数6663鉢。
- 2010年
  - 4月 有明分署が分遣所に降格[注釈 9]。2署7分署4分遣所となる。
- 2011年
  - 3月 南消防署が現在地へ移転。
  - 4月 倉岳分遣所が倉岳分署に昇格、前年にかけて分遣所に降格していた新和分署・五和分署・有明分署も分署に復し、2署11分署の体制となる。
- 2014年
  - 3月 消防本部・中央消防署が現在地に移転。
  - 4月 総務省消防庁から拠点機能形成車の貸与を受ける。
- 2016年
  - 4月1日 大矢野分署を北消防署に改め、2024年現在の3署10分署体制となる。
  - 4月14日 - 4月末 平成28年熊本地震発生に伴い、熊本県消防広域応援基本計画に基づき、消火隊、救助隊、救急隊及び後方支援隊を派遣。
- 2017年3月 新和分署・御所浦分署の現庁舎完成。
- 2018年2月 北消防署庁舎完成。同時に救助隊を発隊し、救助工作車Ⅲ型と高度救助資機材及び高度探査装置を配備。
- 2019年
  - 3月 小型無人航空機（ドローン）を運用開始。
  - 7月 有明分署・西天草分署の現庁舎完成。
  - 8月 河浦分署の現庁舎完成。中央消防署に高度救助隊発隊。
- 2020年12月 松島分署の現庁舎完成。
- 2023年11月 苓北分署の現庁舎完成。